# Dương Ngọc Trinh
Dương Ngọc Trinh (sinh ngày 20 tháng 1 năm 1986) là một biên tập viên người Việt Nam. Vào năm 2016, cô đã đoạt giải "Dẫn chương trình ấn tượng" tại Ấn tượng VTV.

## Tiểu sử
Ngọc Trinh, tên đầy đủ là Dương Ngọc Trinh, cô sinh ngày 20 tháng 1 năm 1986 tại Hà Nội, là một biên tập viên người Việt Nam. Vào năm 2016, cô đã đoạt giải "Dẫn chương trình ấn tượng" tại Ấn tượng VTV.

## Giải thưởng và đề cử
| Năm  | Giải thưởng  | Hạng mục                        | Kết quả   | Tham khảo |
| ---- | ------------ | ------------------------------- | --------- | --------- |
| 2014 | Ấn tượng VTV | Biên tập viên lên hình Ấn tượng | Đề cử     |           |
| 2016 | Ấn tượng VTV | Dẫn chương trình Ấn tượng       | Đoạt giải | [ 3 ]     |